# Antoinette Nana Djimou Ida
Antoinette Nana Djimou Ida (* 2. August 1985 in Douala) ist eine französische Siebenkämpferin kamerunischer Herkunft. Sie wurde 2012 und 2014 Europameisterin sowie 2011 und 2013 Halleneuropameisterin.

## Sportliche Laufbahn
Bei den Europameisterschaften 2006 in Göteborg kam sie auf den 21. Platz. Im Jahr darauf wurde sie beim Fünfkampf der Halleneuropameisterschaften in Birmingham Elfte und gab bei den Weltmeisterschaften in Osaka nach dem ersten Wettkampftag auf. 2008 belegte sie bei den Olympischen Spielen in Peking den 18. Platz.
Einer Bronzemedaille beim Fünfkampf den Halleneuropameisterschaften 2009 in Turin folgte im Sommer ein siebter Platz mit 6323 Punkten bei den Weltmeisterschaften in Berlin. 2010 wurde sie Fünfte beim Fünfkampf den Hallenweltmeisterschaften in Doha. Bei den Europameisterschaften in Barcelona brach sie den Wettkampf nach der fünften Disziplin ab. Bei den Halleneuropameisterschaften 2011 in Paris-Bercy gewann sie den Titel mit französischem Landesrekord. Mit vierzehn Punkten weniger als in Berlin belegte sie bei den Weltmeisterschaften 2011 erneut den siebten Platz.
Bei den Europameisterschaften 2012 in Helsinki steigerte sie ihre Bestleistung auf 6544 Punkte und gewann den Titel vor der Ukrainerin Ljudmyla Jossypenko. In London verbesserte sie sich bei den Olympischen Spielen nochmal auf 6576 Punkte und kam auf den sechsten Platz. Im März 2013 gewann sie bei den Halleneuropameisterschaften in Göteborg die Goldmedaille im Fünfkampf mit 4666 Punkten. Bei den Europameisterschaften 2014 in Zürich verteidigte sie mit 6551 Punkten ihren Titel. 2016 wurde sie bei den Europameisterschaften in Amsterdam Zweite hinter der Niederländerin Anouk Vetter.
Auf nationaler Ebene wurde sie 2006 und 2007 Meisterin im Siebenkampf, 2005, 2007, 2009 und 2010 Hallenmeisterin im Fünfkampf und 2008 im Weitsprung.
Antoinette Nana Djimou Ida ist 1,74 m groß und wiegt 69 kg. Sie startet seit Beginn ihrer sportlichen Laufbahn für den CA Montreuil und wird von Sébastien Levicq trainiert. 2004 wurde sie französische Staatsbürgerin.

## Persönliche Bestleistungen
- Siebenkampf: 6576 Punkte, 4. August 2012, London
- Fünfkampf (Halle): 4723 Punkte, 4. März 2011, Paris
- Weitsprung (Halle): 6,44 m, 6. März 2009, Turin